# Drapeau de l'Ambazonie
 (avril 2024).
- Si vous ne connaissez pas le sujet, laissez ce bandeau (vous pouvez alors contacter les auteurs).
- Si vous supprimez le contenu mis en cause (vous pouvez préalablement contacter les auteurs),

argumentez précisément cette suppression dans la page de discussion
(un manque de référence n'est pas un argument ; une recherche réelle de référence doit avoir été effectuée, être formellement documentée).
Le drapeau de l'Ambazonie est le drapeau de la République fédérale d'Ambazonie, république autoproclamée le 1er octobre 2017 dans les deux régions anglophones du Cameroun — le Nord-Ouest et le Sud-Ouest. Conçu et adopté à l'origine par le Conseil national du Cameroun méridional en 1999, il a depuis été universellement adopté par les mouvements séparatistes.

## Symbolisme
Selon le Conseil de gouvernement de l'Ambazonie, les éléments du drapeau symbolisent les éléments suivants :
- Bleu : la démocratie, la pluralité du peuple et l'État de droit, le potentiel de croissance et de développement, et la foi en Dieu.
- Blanc : la pureté, la transparence, la responsabilité dans la vie et la gouvernance, et l'intolérance envers les médiocrités et la corruption.
- Colombe : principes de Dieu, paix et tranquillité.
- Feuilles vertes portées par la colombe : assurance de bonnes nouvelles même dans des circonstances orageuses, vérité et justice, promesse de paix, de prospérité, de productivité et de succès.
- 13 étoiles : les 13 comtés de l'Ambazonie.
- La couleur dorée : la valeur inestimable des 13 comtés, le développement équilibré, l'équité et l'égalité entre les comtés.
- Le vol de la colombe : l'orientation visionnaire, le travail acharné, la liberté.

## Autres drapeaux

Drapeau du protectorat de la baie d'Ambas (1884-1887)
Drapeau du Kamerun (1892-1918)
Drapeau du Cameroun britannique (1922-1961)
Drapeau de la République fédérale du Cameroun (1961-1972)
Drapeau de la République du Cameroun (1972-)